# Região de Planejamento do Baixo Itapecuru
A Região de Planejamento do Baixo Itapecuru é uma das 32 Regiões Administrativas do Estado do Maranhão. A Região é cortada pela Estrada de Ferro Carajás, Ferrovia Transnordestina, BR 135 e BR 222. O Itapecuru é o principal rio da região.
Itapecuru-Mirim é a maior cidade bem como o município-sede da Região.

## Formação
A Região é formada por seis municípios:
- Anajatuba
- Itapecuru-Mirim
- Nina Rodrigues
- Presidente Vargas
- Santa Rita
- Vargem Grande

## Educação
A Região conta com um campus da Universidade Estadual do Maranhão, localizado no município de Itapecuru-Mirim (Centro de Estudos Superiores de Itapecuru-Mirm - CESITA).